# Haderslev
Haderslev é um município da Dinamarca, localizado na região sul, no condado de Sonderjutlândia.
A cidade de Haderslev se localiza no sul da Jutlândia, a península da Dinamarca. Após a Kommunalreformen ("A reforma municipal" de 2007), na cidade foram anexadas algumas pequenas cidades próximas como Vojens e Gram assim como algumas outras vilas. Com isso, a cidade passou a ter aproximadamente 56.414 pessoas e uma área de 701.98 km².
O município tem uma área de 272 km² e uma  população de 31 577 habitantes, segundo o censo de 2004.

## Geminação
Haderslev encontra-se geminada com as seguintes cidades:
- Wittenberg, Alemanha
- Varberg, Suécia
- Sandefjord, Noruega
- Uusikaupunki, Finlândia
- Braine, França